# اولف یوهانسون
اولف یوهانسون (انگلیسی: Ulf Johansson؛ زادهٔ ۲۶ مهٔ ۱۹۶۷) ورزشکار دوگانه اهل سوئد است.
از فیلم‌ها یا برنامه‌های تلویزیونی که وی در آن نقش داشته‌است می‌توان به بر عشق ما می‌بارد، بحران اشاره کرد.